# Koprivlen (distrikt i Bulgarien)
Koprivlen (bulgariska: Копривлен) är ett distrikt i Bulgarien.   Det ligger i kommunen Obsjtina Chadzjidimovo och regionen Blagoevgrad, i den sydvästra delen av landet, 140 km söder om huvudstaden Sofia.
I omgivningarna runt Koprivlen växer i huvudsak blandskog. Runt Koprivlen är det glesbefolkat, med 15 invånare per kvadratkilometer.